# Овед

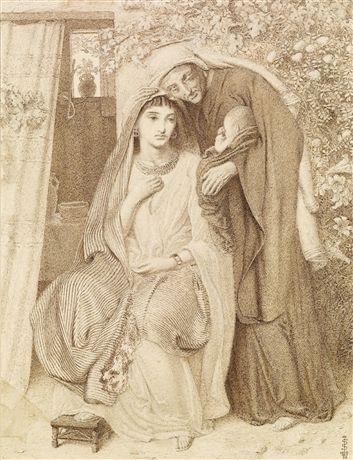
Симеон Соломон, Рут, Боаз та Йовед, 1860.

Овед, Овид, Йовед (івр. עוֹבֵד, «Обед»; варіанти «Овид», «Овед» — через грец. Ωβήδ) — син Боаза та моавитянки Рут (Рут. 4:21), жив у Вифлеємі. Овид був батьком Єссея, та відповідно дідом царя Давида.
Вказаний також у родоводі Ісуса Христа в Новому Заповіті (Мт. 1:5).

## Ім'я «Овед» у Старому завіті
У Першій книзі хроніки згадується про іншого Оведа — сина Ефлала (1 Хр. 2:37-38) у переліку синів Ізраїля. Другий раз зустрічається згадка ім'я Овед в історії про сотника Азарію — сина Оведового у Другі книзі хроніки — 2 Хр. 23:1), який прибув на зустріч із первосвящеником Єгоядою для захисту малого царя Йоаса, помазаного Єгоядою на царство.